# Chủ tịch Trung ương Hội Sinh viên Việt Nam
Chủ tịch Trung ương Hội Sinh viên Việt Nam hay còn được gọi là Chủ tịch Trung ương Hội, là người đứng đầu Ban Chấp hành Trung ương Hội Sinh viên Việt Nam có nhiệm kỳ 5 năm. Là chức vụ cao nhất, trên thực tế, trong các tổ chức phong trào sinh viên toàn quốc.
Chủ tịch Trung ương Hội thường được bầu từ một trong các Bí thư Trung ương Đoàn Thanh niên Cộng sản Hồ Chí Minh, trong một số trường hợp Bí thư Thứ nhất Trung ương Đoàn nắm giữ luôn chức vụ chủ tịch Trung ương Hội.

## Chức năng, nhiệm vụ
- Chịu trách nhiệm trước Đảng Cộng sản Việt Nam, Đoàn TNCS Hồ Chí Minh, Ban Chấp hành, Ban Thư ký Trung ương Hội về tổ chức và hoạt động của Hội Sinh viên Việt Nam.
- Phụ trách chung các mặt công tác của Hội; chịu trách nhiệm về các nội dung trình Ban Thư ký, Ban chấp hành Trung ương Hội; chỉ đạo, đôn đốc, tổ chức thực hiện các chủ trương lớn của Hội Sinh viên Việt Nam.
- Trực tiếp phụ trách công tác quốc tế sinh viên, công tác Hội và phong trào sinh viên Việt Nam ở ngoài nước.
- Phụ trách Trung tâm Hỗ trợ và phát triển Sinh viên Việt Nam.
- Phụ trách và theo dõi quá trình triển khai, thực hiện Đề án Phát triển Quỹ Hỗ trợ và Phát triển sinh viên Việt Nam, Đề án Chung cư Thủ khoa, Chuyên đề Công tác tập hợp và đoàn kết sinh viên Việt Nam ở nước ngoài.

## Chủ tịch Trung ương Hội Sinh viên Việt Nam qua các thời kỳ
| TT | Đại hội lần thứ      | Lãnh đạo Hội      | Thời gian nhậm chức | Thời gian miễn nhiệm | Ghi chú                                                      |
| -- | -------------------- | ----------------- | ------------------- | -------------------- | ------------------------------------------------------------ |
| 1  | I                    | Nguyễn Quang Toàn | 1955                | 1958                 | Chủ tịch Trung ương Hội Liên hiệp Sinh viên Việt Nam         |
| 2  | II                   | Lê Hùng Lâm       | 1958                | 1962                 | Tổng Thư ký Trung ương Hội Liên hiệp Sinh viên Việt Nam      |
| 3  | III                  | Nguyễn Quang      | 1962                | 1970                 | Chủ tịch Trung ương Hội Liên hiệp Sinh viên Việt Nam         |
| 4  | IV                   | Nguyễn Văn Huê    | 1970                | 1985                 | Chủ tịch Trung ương Hội Liên hiệp Sinh viên Đại học Việt Nam |
| 5  | IV                   | Vũ Quốc Hùng      | 1985                | 1988                 | Chủ tịch Trung ương Hội Sinh viên Việt Nam                   |
| 6  | IV                   | Hồ Đức Việt       | 1988                | 1996                 | Chủ tịch Trung ương Hội Sinh viên Việt Nam                   |
| 6  | V                    | Hồ Đức Việt       | 1988                | 1996                 | Chủ tịch Trung ương Hội Sinh viên Việt Nam                   |
| 7  | Hoàng Bình Quân      | 1996              | 2003                |                      | Chủ tịch Trung ương Hội Sinh viên Việt Nam                   |
| 7  | Hoàng Bình Quân      | 1996              | 2003                | VI                   | Chủ tịch Trung ương Hội Sinh viên Việt Nam                   |
| 8  | Bùi Đặng Dũng        | 2003              | 2005                |                      | Chủ tịch Trung ương Hội Sinh viên Việt Nam                   |
| 8  | Bùi Đặng Dũng        | 2003              | 2005                | VII                  | Chủ tịch Trung ương Hội Sinh viên Việt Nam                   |
| 9  | Lâm Thị Phương Thanh | 2005              | 2009                |                      | Chủ tịch Trung ương Hội Sinh viên Việt Nam                   |
| 10 | VIII                 | Nguyễn Đắc Vinh   | 2009                | 2013                 | Chủ tịch Trung ương Hội Sinh viên Việt Nam                   |
| 11 | IX                   | Lê Quốc Phong     | 2013                | 2018                 | Chủ tịch Trung ương Hội Sinh viên Việt Nam                   |
| 12 | X                    | Bùi Quang Huy     | 2018                | 2021                 | Chủ tịch Trung ương Hội Sinh viên Việt Nam                   |
| 13 | X                    | Nguyễn Minh Triết | 2021                | nay                  | Chủ tịch Trung ương Hội Sinh viên Việt Nam                   |